# Dipartimento di Usulután
Il dipartimento di Usulután è uno dei 14 dipartimenti di El Salvador, istituito il 22 giugno 1865. Si trova nella parte meridionale del paese.

## Comuni del dipartimento
- Alegría
- Berlín
- California
- Concepción Batres
- El Triunfo
- Ereguayquín
- Estanzuelas
- Jiquilisco
- Jucuapa
- Jucuarán
- Mercedes Umaña
- Nueva Granada
- Ozatlán
- Puerto El Triunfo
- San Agustín
- San Buenaventura
- San Dionisio
- San Francisco Javier
- Santa Elena
- Santa María
- Santiago de María
- Tecapán
- Usulután (capoluogo)